# Lecanocarpus
Lecanocarpus là chi thực vật có hoa trong họ Amaranthaceae.